# Constantin (Tache) Rodas
Constantin (Tache) Rodas (n. 14 noiembrie 1924, Drăgănești, România – d. 21 noiembrie 2020, Mănăstirea Petru Vodă, Neamț, România) a fost un supraviețuitor al "Experimentului Pitești" (închisoarea Pitești).

## Biografie
Rodas a fost arestat prima dată pentru apartenență la Frățiile de Cruce în 1942, când era elev la Liceul Comercial "Spiru Haret" din Ploiești. Condamnat la cincisprezece ani de muncă silnică, a fost eliberat în aprilie 1944 prin decret și rearestat după doar patru luni. Plimbat prin mai multe închisori, a reușit să evadeze din lagărul de la Slobozia în septembrie 1945 și a fost reîncarcerat abia pe 17 mai 1948.
Anchetat mai bine de un an, a fost condamnat de Tribunalul Militar Brașov la cinci ani de închisoare corecțională și a fost închis la Ploiești, Târgșor, Poarta Albă, Peninsula, Pitești, Gherla. Fiind elev, a fost trimis la Târgșor, unde a fost considerat  periculos de autorități, motiv pentru care a fost izolat într-o cameră alături de alte vârfuri. La sfârșitul lunii octombrie a fost transferat la Canal, dar nu a stat aici decât până pe 9 februarie 1951. La Pitești a fost torturat începând cu 25 martie într-un lot alături de alți elevi sosiți în cursul anului 1951 în închisoare și câțiva studenți. Comitetul de agresori era condus de Eugen Țurcanu, Constantin Juberian și Tudor Stănescu. A fost strâns de gât, sugrumat, lovit cu capul de paturi și cu frânghia udă la cap. Țurcanu se înfuria pe cei care rezistau bătăilor și l-a întrebat pe Mihai Buracu de ce nu vor să își facă demascarea: "Dacă Rodas Tache merge cu reeducarea, atunci merg și eu". Rodas a fost iarăși bătut, dar s-a simțit întărit moral datorită răspunsului. A cunoscut și batjocurile din Săptămâna Mare, când au fost obligați să se dezbrace și să umble în cerc, în patru labe, lingând dosul celui dinainte, sub ciomegele și aplauzele agresorilor, ori să se "închine" unui organ genital confecționat din săpun. Rodas a ajuns în Gherla pe 18 august 1951, unde și-a prevenit doi cunoscuți să nu vorbească cu nimeni despre activitatea lor din libertate și să se ferească de studenți, în ciuda avertismentelor pe care le primise în Pitești să păstreze secretul asupra acțiunii. Unul din cei doi a vrut să verifice informația cu alt student, care i-a raportat totul lui Țurcanu. Timp de o săptămână, Rodas a fost torturat într-o celulă izolată. Desfigurat în urma bătăilor, a fost plimbat cu un sac pe cap prin mai multe camere atunci când deținuții se întorceau de la munca din atelier, ca să le servească drept exemplu celor care ar fi încercat să deconspire acțiunea violentă. Rodas povestește că Țurcanu îl bătea de mai multe ori pe zi și nu îl lăsa să doarmă aproape deloc, astfel că nu își amintește toate chinurile la care a fost supus. În timp ce era bătut, un planton stătea de pază la ușa care era izolatș fonic cu o saltea. A fost lovit în toate părțile corpului, buzele zdrobite îi atârnau și îi curgea sânge din nas din gură și din toate rșnile corpului; dus în această stare la baie, i-au vârât capul în vasul de la toaletă și au tras apa, considerând astfel că l-au spălat. A fost văzut în această stare de majoritatea deținuților din Gherla:
...era un ghemotoc. Un mușuroi acoperit cu preșuri murdare de sub care se prelingeau câteva șuvițe de sânge. Nu se distingea nici un fel de formă a trupului omenesc
[...]. "Mă numesc Rodas Tache. Mă găsesc în situația aceasta pentru că am spus bandiților din fabrică să se ferească de cei de la Pitești, pentru că toți sunt turnători."
Victima, care de-abia se mai ținea pe picioare, al cărei chip nu se putea vedea din cauza unui sac mare de cânepă pus în cap, îngrozi pe toți cei ce o priveau.
[...]
Țurcanu îi spuse la un moment dat să-și scoată sacul de pe cap. Ceea ce văzură cei din jurul victimei îi înmărmuriră. Respectivul nu mai putea fi recunoscut, tot capul fiindu-i tumefiat de loviturile primite.
După încetarea torturilor la Gherla, a fost scos la muncă în atelierul de vopsitorie. Considerat nereeducat, nu a fost eliberat la termen, ci internat administrativ la Gherla alte douăsprezece luni. Pe 10 iulie 1954 a fost transferat la Securitatea Ploiești și cercetat pentru procesul Țurcanu, în care trebuia să joace rolul de martor al acuzării. A refuzat să colaboreze cu anchetatorii, considerând că nu deținuții sunt cei care trebuie condamnați, astfel că s-a renunțat la implicarea sa în proces și a fost pedepsit prin reactivarea pedepsei din 1942, din care i s-a scăzut un an și patru luni. A fost eliberat pe 17 februarie 1956. Constantin Rodas nu a reușit să își termine studiile niciodată, fiind rearestat pe 14 mai 1958, în al doilea mare val de represiune. A fost condamnat la alți douăzecide ani de muncă silnică și a fost închis la Ploiești, Jilava și Aiud. A refuzat și reeducarea de la Aiud, fiind izolat în Zarcă. După eliberarea din 1 august 1964, a lucrat în contabilitate, fiind permanent șicanat de Securitate.